# Tio compostos
Tio compostos são compostos orgânicos contendo como heteroátomo o enxofre substituindo o oxigênio por ser bivalente nas principais funções oxigenadas, formando assim os tio compostos ou funções sulfonadas. Por exemplo:
álcool (função oxigenada):tio-álcool:
R-OH                                              R-SH
éter (função oxigenada): tio-éter:
R-C-O-C-R'                                        R-C-S-C-R'
TIOÉTERES Substituição do afixo –óxi por tio Metóxi-metano
Met-tio-metano
TIOÁCIDOS INORGANICOS Acrescentar o prefixo tio antes do nome do ácido Ácido sulfúrico
Ácido Tiossulfúrico
DISSULFETOS ORGÂNICOS Dissulfeto de + radical menor + radical maior
Ou
Dissulfeto de + radical (caso exista apenas um radical na molécula)
Dissulfeto de metil-propil
Dissulfeto de alila
Exemplos
Dissulfeto de Alila
Etanotiol
Tiofenol
Meio de obtenção de tiocompostos orgânicos
Geralmente, a obtenção de Tioálcoois é obtida em reações que envolvem fornecimento de energia térmica. Considere R radicais alquila (Radicais derivados de um álcool orgânico) e R-X haletos de alquila (algum halogênio ligado a um radical alquila). Observe os exemplos:
1)      2KSH + R-SO4 → R-SH + K2SO4
2)      R-X + NaSH → R-SH + NaX
A presença de metal alcalino nas reações é de grande importância, pois os compostos finais devem ser de grande afinidade. Caso contrário, a reação seria mais difícil de ocorrer.
A obtenção de sulfetos também envolve metais alcalinos, especialmente o Sódio pela sua grande reatividade com halogênios:
1)      2R-X + Na2S → R-S-R + 2NaX
2)      R-X + R-SNa → R-S-R +NaX
Propriedades físicas e químicas
Praticamente todos os Tioálcoois são muito leves, voláteis e insolúveis em água. Possuem odor característico e são facilmente percebidos, mesmo em pequenas concentrações. São reativos a Mercúrio e outros metais de alta massa molecular, formando compostos cristalinos.
Os Tio éteres, por serem irritantes às mucosas, foram utilizados como gases tóxicos durante a Segunda Guerra Mundial, pois também apresentam alta volatilidade e ação sufocante. Hoje, não possuem ação comercial ou importância significativa.
Aplicações
O etanotiol é o Tioálcool mais utilizado, e sua aplicação maior é dada na síntese de sulfonal (utilizado na produção de medicamentos hipnóticos).
Dos Tiocompostos aromáticos (mercaptanas), o Tiofenol é o mais utilizado. Sua maior importância é na produção, por oxidação, de ácidos sulfínicos e sulfônicos (R-SO2H e R-SO3H, respectivamente). Assim como, é aplicado em mistura com outros gases que atravessam tubulações, para que pelo seu odor característico sejam detectados vazamentos.